# Efficacité quantique de détection
Pour les articles homonymes, voir DQE.
L'efficacité quantique de détection (désignée en anglais DQE pour Detective Quantum Efficiency) est une mesure combinant les effets du bruit et du contraste d'un système d'imagerie, exprimée en fonction du niveau de détail ou de la fréquence spatiale.
Elle est utilisée en imagerie optique et en imagerie X pour traduire la dégradation du rapport signal à bruit par rapport au bruit photonique. Elle traduit donc un concept similaire au facteur de bruit en électronique, mais prend tout son sens lorsqu'on considère la détection de phénomènes soumis au bruit photonique, c'est-à-dire au manque de statistique sur le nombre de photons détectés. On ramène alors la dégradation du rapport signal sur bruit à une efficacité de détection équivalente.
La DQE est utilisée en particulier pour les imageurs CCD et dans le domaine de la radiologie numérique.
Le concept de DQE a été initialement introduit par A. Rose  sous le nom d'efficacité quantique équivalente (equivalent quantum efficiency) et popularisé dans le domaine de l'imagerie médicale par R. Shaw .
Elle peut être déduite de la fonction de transfert de modulation, la densité spectrale de puissance moyenne du bruit observé sur l'image et du flux incident. Son principal intérêt est de combiner les notions de bruit et de résolution spatiale dans une même grandeur.
On l'évalue ainsi fréquemment par la formule suivante, exprimée en fonction de la fréquence spatiale {\displaystyle \nu } :
{\displaystyle D(\nu )=G^{2}{\frac {Q.F(\nu )^{2}}{\gamma _{B}(\nu )}}},
où {\displaystyle Q} est le nombre de quanta (photons) incidents, {\displaystyle F(\nu )} la fonction de transfert de modulation et {\displaystyle \gamma _{B}(\nu )} la densité spectrale de puissance de bruit mesurée en sortie du système est {\displaystyle G} le gain du système.
Dans le cas particulier d'un détecteur quantique, mesurant individuellement les photons sans bruit additionnel, on atteint la valeur suivante :
{\displaystyle D(\nu )=\epsilon .F(\nu )^{2}},
où {\displaystyle \epsilon } est l'efficacité de détection quantique du système, le rapport entre le nombre de photons détectés et le nombre incident  {\displaystyle Q}.
Comme le facteur de bruit, elle a également des propriétés intéressantes :
- la composition en série de différents étages de détection est multiplicative,

{\displaystyle D_{A\circ B}=D_{A}\cdot D_{B}}
- la composition en parallèle de différents ensembles de détections (dont le bruit est statistiquement indépendants) est additive,

{\displaystyle D_{A//B}=D_{A}+D_{B}}